# Universidad de Molde

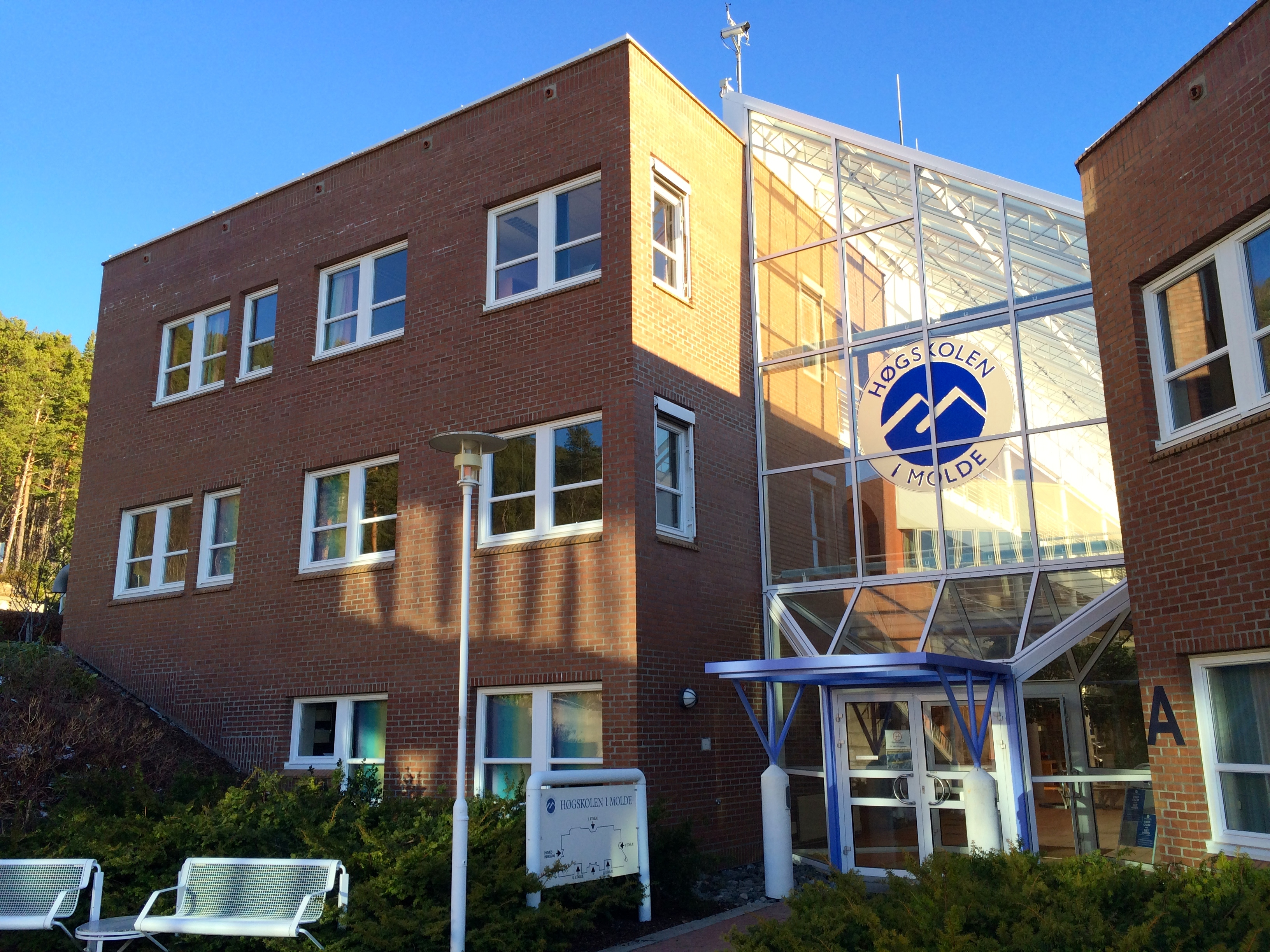
Universidad de Molde, 1 de febrero del 2014

La Universidad de Molde (en noruego Høgskolen i Molde) es una institución educativa pública a nivel superior situada en la capital del condado de Møre og Romsdal, Molde.
Fundada el año 1994, la universidad de Molde es líder en materias de logística entre todas las instituciones escandinavas, ofreciendo educación desde "bachelor" a "PhD-level". Así mismo, también ofrece estudios en economía, administración y dirección de empresas (business administration, management), informática, ciencias sociales y ciencias médicas (health sciences) a nivel "bachelor" y "master". 
Unos 160 de los 1500 estudiantes son internacionales de 40 países diferentes.